# Stark Sands
Stark Sands Bunker (Dallas, 30 de setembro de 1978) é um ator americano. Ele é conhecido por seu papel como Tunny no elenco original da Broadway de American Idiot, e originou o papel de Charlie Price em Kinky Boots na Broadway. Ele foi duas vezes indicado ao Tony Award. Ele também é conhecido para os papéis de Lance Sussman em Die, Mommie, Die! e o tenente Nathaniel Fick em Generation Kill. Sands estrelou como Dash na série Minority Report.